# شرکت معدن تالویوارا
شرکت معدن تالویوارا (به فنلاندی: Talvivaara Mining Company) شرکت استخراج معادن فنلاندی است، که تمرکز اصلی آن در زمینه استخراج نیکل و روی می‌باشد.
ساختمان مرکزی این شرکت در شهر اسپو، فنلاند قرار دارد. بخشی از سهام شرکت تالویوارا در بازارهای بورس اوام‌اکس هلسینکی و بورس لندن معامله می‌شود.